# Atwood, Kansas
Atwood är administrativ huvudort i Rawlins County i Kansas. Orten har fått sitt namn efter grundaren J.M. Mathenys son. Enligt 2020 års folkräkning hade Atwood 1 290 invånare.